# 天湖站 (新疆)
天湖站位于新疆维吾尔自治区哈密市，建于1958年，是兰新铁路的一个车站。距离兰州站1176公里，距上行车站红柳河站23公里，距下行车站尾亚站21公里。该站隶属乌鲁木齐铁路局。

## 业务范围
- 客运：办理旅客乘降；行李、包裹托运；
- 货运：办理整车货物发到